# Phiona Mutesi
Pour les articles homonymes, voir Mutesi.
Phiona Mutesi, est une joueuse d'échecs ougandaise. Elle a représenté l'Ouganda à quatre Olympiades d'échecs féminines, et est l'une des deux premières femmes ougandaises à obtenir un titre de la Fédération internationale des échecs. 
Mutesi étant originaire d'un bidonville où rien ne la prédestinait aux échecs, son parcours singulier a fait l'objet d'un livre en 2012, adapté en film en 2016, La Dame de Katwe.

## Biographie
Bien que sa date de naissance exacte ne soit pas connue, la Fédération internationale des échecs estime qu'elle serait née en 1993. Elle pourrait également être née en 1995. Elle grandit dans le bidonville ougandais de Katwe dans la capitale Kampala. Alors qu'elle est âgée de trois ans, son père meurt du SIDA. Peu de temps après, sa sœur aînée, Julia, meurt pour une raison inconnue. 
À neuf ans, Mutesi ne va pas à l'école mais vend du maïs sur le marché pour aider sa mère. Un jour, elle découvre un programme d'échecs géré par l'Institut de sensibilisation aux sports. D'abord venue surtout pour profiter des repas gratuits, elle se retrouve à apprendre les échecs auprès de son instructeur, Robert Katende, qui identifie son talent et commence à l'inscrire à des championnats. 
En parallèle, l'épouse de Katende lui apprend à lire. En 2010, elle passe les examens de fins d'études primaires, puis rejoint l'école universelle Junior de Makindye Kampala. La même année, elle représente son pays à l'Olympiade d'échecs de 2010. Elle poursuit ses études secondaires à l'école professionnelle St. Mbuga, autre école réputée dans le monde des échecs. 
En 2012, un livre est consacré à sa trajectoire, dont est ensuite tiré une adaptation en film, La Dame de Katwe, en 2016. Les royalties acquis grâce au livre lui procurent alors, à elle et sa famille, davantage de sécurité financière qu'ils n'avaient jamais connu. 
Lors d'une tournée promotionnelle aux États-Unis, Phiona Mutesi se voit proposer une bourse par la Northwest University à Kirkland,. Elle y entame ses études en 2017, surmontant notamment la difficulté d'apprendre à utiliser un ordinateur pour rédiger ses devoirs. Elle ambitionne un diplôme en sociologie, et aimerait ensuite retourner en Ouganda pour travailler auprès des enfants des bidonvilles. 
En 2019, elle consacre moins de temps aux échecs et se concentre sur ses études, ainsi que sur son travail de conférencière motivatrice (motivational speaker), qui lui permet notamment de financer ses études. 

## Carrière dans les échecs
En 2009, Phiona Mutesi et deux autres enfants de Katwe représentent l'Ouganda au Tournoi d'échecs international d'Afrique junior, et remportent la première place.
En 2010, Mutesi représente l'Ouganda lors de la compétition féminine des 39e Olympiades d'échecs qui se tiennent à Khanty-Mansiïsk en Russie. Elle joue six tours au deuxième échiquier, et un tour au premier échiquier. Elle marque un point et demi sur les sept parties disputées. Lors de cet événement, elle attire l'attention du journaliste Tim Crothers, qui lui consacre un article conséquent dans ESPN The Magazine.
Commentant l'une des parties jouées par Mutesi lors des Olympiades de 2010, le journaliste John Saunders, spécialisé dans les échecs, écrit alors que « le niveau de jeu actuel de Phiona est celui d'une joueuse de club modeste mais compétente. Cependant, replacé dans son contexte de privation en termes d'environnement et d'éducation, le fait qu'elle soit parvenue à un tel niveau inspire le respect ».  
En 2012, elle remporte pour la troisième fois le Championnat d'échecs féminin junior d'Ouganda. Puis elle participe aux 40e Olympiades d'échecs à Istanbul en Turquie. Elle y acquiert, avec sa compatriote Ivy Amoko, le titre de Candidat maître féminin après avoir remporté plus de 50 % de ses matchs sur neuf, ainsi que requis pour obtenir ce titre. Mutesi et Amoko deviennent ainsi les deux premières joueuses d'échec titrées de l'histoire de l'Ouganda,. La même année, Mutesi devient la première joueuse féminine à gagner la catégorie ouverte du Championnat d'échecs national junior d'Ouganda. 
En 2013, elle participe à nouveau au Championnat d'échecs national junior d'Ouganda et atteint la finale contre Lutaaya Shafiq de l'université de Makerere. Elle gagne dans la catégorie des femmes de moins de 20 ans, mais pas dans la catégorie ouverte. 
Mutesi représente l'Ouganda aux Olympiades d'échecs de 2014 et de 2016,.
À l'université de Northwest aux États-Unis, elle rejoint l'équipe d'échecs pour concourir lors du (en) (en) qui se joue à Columbus dans l'Ohio, en décembre 2017. L'équipe remporte le titre de « Top Small College » (meilleure petite université), détrônant l'Oberlin College, tenant du titre depuis quatre années consécutives. Mutesi y joue au deuxième échiquier, emportant trois parties sur quatre.

## Représentation dans les médias
En 2010, l'ONG Silent Images consacre un court documentaire à Phiona Mutesi,, que Sports Outreach utilise pour pitcher son histoire à la Walt Disney Company. 
En 2012, le journaliste Tim Crothers publie un livre sur Mutesi intitulé The Queen of Katwe: A Story of Life, Chess, and One Extraordinary Girl's Dream of Becoming a Grandmaster.
Walt Disney Pictures achète alors les droits du livre, et commence à travailler à l'adaptation cinématographique dès 2012. Le film sort en 2016 sous le titre La Dame de Katwe (Queen of Katwe), réalisé par Mira Nair,. Lupita Nyong'o y joue le rôle de la mère, et David Oyelowo le rôle du coach. Mutesi est interprétée par Madina Nalwanga, une jeune fille elle-même issue du bidonville de Katwe.
Mutesi a assisté à plusieurs avant-premières du film à Toronto au Canada, à Hollywood en Californie, et à Kampala en Ouganda. Elle déclare « je pense que le film est un portrait de moi à 90%, à part que je ne voulais pas certaines scènes de danse, parce que je n'aime pas danser ».

## Source de la traduction
- (en) Cet article est partiellement ou en totalité issu de l’article de Wikipédia en anglais intitulé « Phiona Mutesi » (voir la liste des auteurs).